# Bufenin
Bufenin (nilidrin) je beta-adrenergički agonist koji deluje kao vazodilatator putem beta-2 receptora.